# Botos
Els botos, també anomenats votos, foren un poble indígena de Costa Rica, pertanyent a les cultures de l'Àrea Intermèdia. A l'arribada dels espanyols en el segle xvi, els botos habitaven a la regió nord del país, en les faldilles de la Serralada Volcànica Central, en les rodalies dels volcans Poás i Barva, i les planes que s'estenen d'aquesta serralada cap al llac Nicaragua, en els marges dels rius San Carlos i Sarapiquí. Encara que van compartir el territori amb altres ètnies com els tises, els katapes i els guatusos, els botos van ser el grup indígena més important i nombrós establert a la zona nord del país, i fins i tot, van arribar a conformar un fort cacicatge.

## Etimologia
Es creu que el nom original d'aquesta ètnia indígena va ser «bocto», d'origen otomí, provinent de Mèxic, i derivada de les paraules boxh-t o box-to, que significa «rostoll». El nom de «botos» és una castellanització d'aquesta paraula per part dels espanyols, els qui la van utilitzar tant per denominar al volcà com als pobles que van ocupar el vast territori entre els volcans Poás i Barva i que s'estén fins a les planes de Guatuso, San Carlos i Tortuguero. Aquest territori estava habitat principalment pels indígenes tises i katapes, els primers entre els rius Kutris i Frío, i els segons entre els rius Frío i Zapote. En l'actualitat, l'única ètnia indígena que subsisteix en aquest territori és la dels guatusos o maleku, situats entre els rius Canela Negra i Pocosol.
En 1747, el governador de Costa Rica Joan Gemmir Lleonart i Fontanills fa referència en un dels seus escrits al volcà Poás anomenant-lo «volcán Los Botos», en al·lusió a aquest poble indígena. Es creu que des de temps pretèrits a l'arribada espanyola, el poble dels botos realitzava ascensions al volcà per observar els fenòmens volcànics i per obtenir sofre. El nom botos, no obstant això, va perdurar fins a l'actualitat en la forma de la Llaguna Botos, un cràter extint de 400 m de diàmetre que es troba ocupat per un llac d'origen pluvial.
Sobre l'ús de la variant «Vots», es creu que sorgeix de forma anecdòtica al voltant de 1815, quan un sacerdot de cognom Arias, natural de la ciutat d'Alajuela, va batejar al volcà amb el nom de Joan de Dios. En 1834, una forta pluja de cendres va destrossar els pasturatges de la ciutat d'Alajuela que es trobaven en les faldilles del sud del volcà, i els parroquians van intentar calmar al volcà mitjançant vots, per la qual cosa fou anomenat «Volcan de los Votos», encara que al final el nom no va perdurar i se li va seguir anomenant Poás. L'ús de la variant «vots», no obstant això, podria estar simplement relacionat amb l'ús indistint que es feia de la v i la b com a lletra inicial en el castellà durant el segle XVI-XVII, ja que en 1640 Jerónimo de Retes y López de Ortega va batejar el més important emplaçament dels botos com a San Jerónimo de los Votos.
| Reconstrucció d'un poblat boto al volcà Poás | Maqueta que representa un ritu funerari dels botos | El riu San Carlos | Llacuna Botos |

## Territori
L'antic territori dels botos és el que es coneix en l'actualitat com la Regió Huetar Nord de Costa Rica, principalment els cantons de San Carlos i Sarapiquí, localitzats a les províncies d'Alajuela i Heredia, respectivament. Els botos van ocupar les planes de San Carlos i Sarapiquí, de nord a sud, des del marge sud del riu San Juan, fins a les faldilles dels volcans Poás i Barva, en la Serralada Volcànica Central, i d'est a oest, des del volcà Rincón de la Vella fins a arribar a les planes de Tortuguero, però aquestes últimes no les van ocupar per la presència d'altres ètnies (suerres, pococes i huetars orientals). El seu principal assentament sembla haver estat a Cutris, als marges del riu San Carlos.

## Història

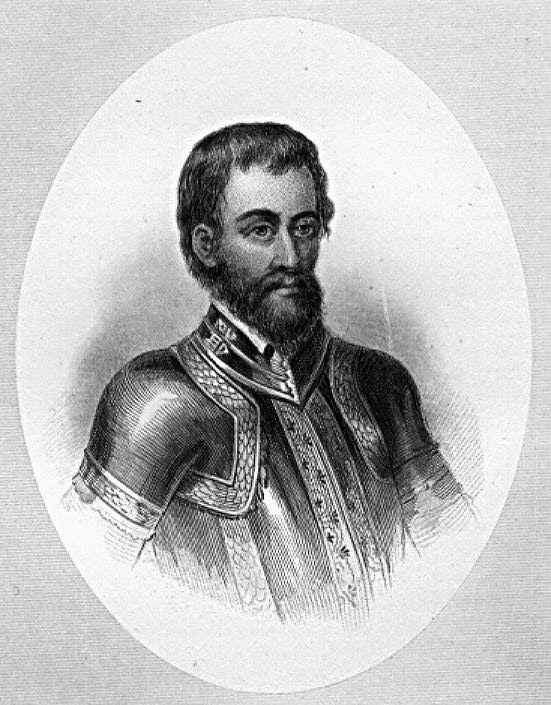
En 1525, Hernando de Soto fou el primer espanyol en entrar en contacte amb els botos, durant una expedició realitzada des de Nicaragua per a enfrontar-se amb Gil González Dávila.

El primer contacte entre els espanyols i els botos data de 1525, quan una expedició al comandament de Hernando de Soto va arribar a un llogaret boto situat als marges del riu Pocosol, anomenat més tard Cutris, i avui, San Carlos. De 1528 data un reporti d'un home conegut com el Flamenco Diego Comprado, qui va aportar una descripció primerenca de la zona del Desaguadero (actual delta del riu San Juan), on esmenta un grup aproximat de 1000 indígenes que ocupen ambdós marges del riu i que habiten en un territori que es denomina «província dels botos», la qual va ser situada entre els rius Sarapiquí i Pocosol (actual riu San Carlos). Aquesta és el primer esment d'aquesta ètnia indígena amb aquest nom.
S'ha estipulat que l'ocupació dels botos en el nord de Costa Rica és conseqüència de l'arribada dels nicaraos, poble nahua fortament motivat en la presa de territoris per designis religiosos, a més d'interessos estratègics, polítics i econòmics, a l'istme de Rivas i la seva presència en la part nord del Llac Nicaragua, des de tres segles abans de l'arribada dels espanyols. L'arribada dels nicaraos sembla haver estat una amenaça per a diversos grups indígenes que ocupaven prèviament diversos territoris al sud d'aquest llac. Els nicaraos van entrar en conflicte amb els chorotegues - situats en la península de Nicoya i en guerra constant amb els nicaraos, - els chontalenys - als qui van desplaçar de la part nord del llac Nicaragua, - els rames - que ocupaven els marges del Sant Joan - i els botos - localitzats en les planes de San Carlos i Sarapiquí - i, de manera indirecta, amb els huetars, el cacicatge més fort situat a la Vall Central de Costa Rica. És possible que la presència dels nicaraos hagi motivat la migració d'un grup rama cap a les planes del nord de Costa Rica, el qual va ocupar tot el vast territori, fins a arribar a les faldilles de la Serralada Volcànica Central, i que aquest grup va donar lloc als botos. Al seu torn, la presència dels botos als territoris limítrofs dels cacicatges huetars - els volcans Poás i Barva - va estimular que eventualment s'establís una relació de subordinació amb els huetars, més avançats en l'aspecte sociopolític i econòmic, on els primers havien de rendir tribut als segons.
En 1539, quan els capitans Alonso Calero i Diego Machuca de Suazo exploraven el riu San Juan, la seva expedició va topar als marges del riu Sarapiquí amb un poble indígena semidestruït, que havia estat atacat pels botos, però no va haver-hi contacte amb ells. Els capitans espanyols descriuen la troballa de diversos poblats: Abito, a la banda nord; un altre anomenat Pocosol, juntament amb un altre més a l'est anomenat Boto i un altre anomenat Tori, cap a l'est del Desaguadero. S'esmenta que Pocosol havia estat destruït recentment per una guerra acabada feia un mes entre el poble de Pocosol i els pobles de Boto i Tori.
Durant l'època de la Conquesta de Costa Rica, el territori dels botos - les actuals planes de San Carlos i Sarapiquí - va servir de refugi per als indígenes huetars que, creuant la Serralada Volcànica Central, escapaven al domini espanyol. S'esmenta fins i tot que el rei Garabito, el més important cabdill huetar i símbol de la resistència, es va refugiar en el Cacicatge dels Botos, el qual, previ a l'arribada espanyola, rendia tribut al Regne Huetar d'Occident, que Garabito governava. En 1562, durant el govern de Juan Vázquez de Coronado, els botos, que en aquesta època tenien una reina, van donar obediència a la Corona. Segons va expressar el conqueridor que els va visitar, va ser rebut per la reina, en companyia del seu marit, «qui mana poc en ells». És Vázquez de Coronado qui documenta que els botos, en aquesta època, eren tributaris obligats dels huetars i que fins i tot la reina boto havia demanat l'ajuda dels soldats espanyols contra Garabito, «que els oprimeix, maltracta i sacrifica», per a això van oferir cacau, or i mantes a Francisco de Marmolejo, qui amb 40 homes els va visitar en 1564, i va ser ben rebut. Encara que aquest sembla un intent dels botos de sacsejar-se la dominació huetar, la veritat és que la relació de servitud entre tots dos pobles va continuar almenys fins a 1640.
En 1569 van ser inclosos pel governador Pero Afán de Ribera y Gómez entre els pobles il·legalment repartits en encomanes als espanyols. Els botos van ser distribuïts per parts iguals entre Martín Blázquez i Francisco Mogariño, i es va assenyalar com a cap de l'encomana la ciutat d'Aranjuez, en la jurisdicció de la qual també van ser col·locades les encomanes dels kataprs, els corobisís i abancarrs, i dels pobles de Patica, Uruy, Turriu, Pocoras, Zurrú, Gotane i Cocora.
Cap a 1591, en una carta de Juan Dávila a la reina d'Espanya, s'esmenta que els botos que habitaven a la zona del riu Sarapiquí «eren pocs», però que hi havia més d'ells en la banda nord del Desaguadero, és a dir, el riu San Juan, i que aquests «eren molt bel·licosos», a més que s'esmenta que, en habitar aquest poble una regió molt pantanosa per la presència de molts rius, els conqueridors perdien l'avantatge que els podia donar ingressar a cavall. A causa del poc interès dels espanyols per apoderar-se d'aquesta regió, les planes del nord es van convertir en zona de refugi per als indígenes que escapaven de la conquesta creuant la Serralada Volcànica Central.
En 1640 va visitar la regió Jerónimo de Retes y López de Ortega, qui va batejar el més important emplaçament dels botos, situat a Cutris, a la vora del riu d'aquest nom, més tard riu San Carlos, com San Jerónimo de los Votos, que va tenir curta vida.
En 1662, segons el governador Rodrigo Arias Maldonado y Góngora, el poble dels botos es trobava a les riberes del riu Pocosol (avui riu San Carlos) i tenia unes dues-centes famílies. Poblaven un lloc anomenat Ranchoo Quemado, a unes trenta llegües de Barva, en una regió d'aspres muntanyes i perillosos rius, i no hi havia cap sacerdot que atengués les seves necessitats espirituals.
En 1666, Juan López de la Flor y Reinoso, governador espanyol de Costa Rica, ordena la captura dels botos, arran d'una invasió dels pirates anglesos a Matina i Turrialba. D'aquí d'ara endavant se sap poc del seu parador, però es creu que el seu nombre ja havia declinat a causa de l'impacte de les epidèmies vingudes del Vell Món. És molt possible que, cap a 1564, quan van iniciar les incursions espanyoles pel costat de la Vall Central de Costa Rica - on no es va aconseguir arribar fins a 1561 -, aquest poble indígena ja hagués sofert una disminució substancial del seu nombre, a conseqüència dels estralls produïts per les epidèmies introduïdes amb les exploracions espanyoles realitzades pel llac de Nicaragua i el riu San Juan des de 1527. De fet, amb les visites realitzades a la zona en segles posteriors no es documenta la seva presència, sinó solament la dels guatusos. L'impacte de les noves malalties a Costa Rica durant el segle xvi, no obstant això, no ha estat estudiat per complet. És cap a 1742 que apareix l'últim registre d'aquest poble amb el nom de botos - probablement es tractava de rames,- prop de Punta Gorda, a Nicaragua.

## Cultura

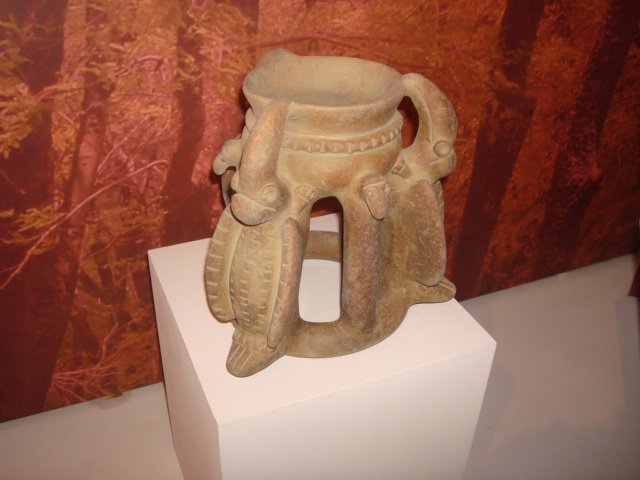
Terrissa precolombina dels Botos

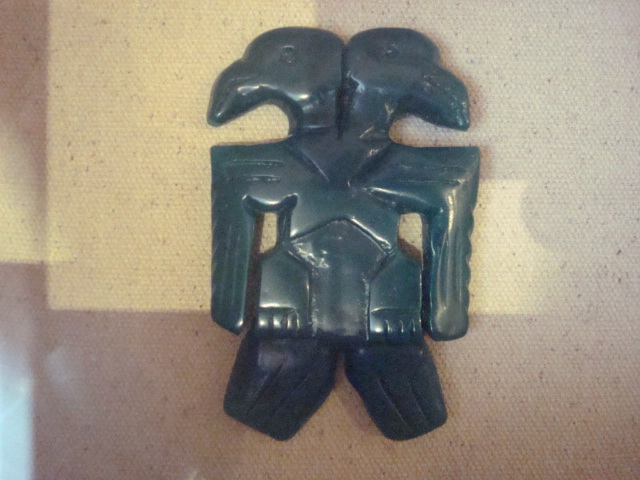
Objecte de jade

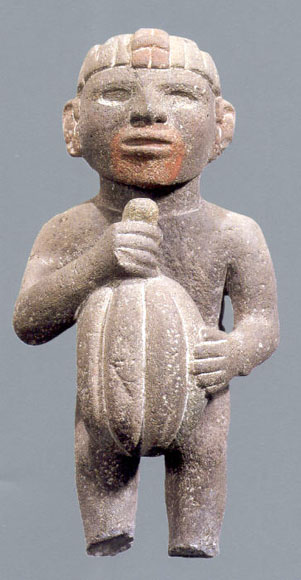
Escultura asteca del cacau

Se'n sap poc sobre la cultura dels botos. A nivell arqueològic, les planes del nord de Costa Rica, on es va situar aquest poble, són considerades una subregió pertanyent a la regió Central, que s'estén des de la costa pacífica fins al litoral atlàntic. És aquesta una regió fronterera amb altes influències mesoamericanes donades les connexions amb la fossa de Managua a través dels rius navegables de la regió. Se sap que el territori era creuat per calçades i hi ha indicis de l'ús de ponts de troncs per creuar els rius crescuts. Però també s'han trobat mostres de la cultura sud-americana i els seus diversos grups lingüístics del tronc txibtxa. Presenta ocupacions que guarden semblança amb les ocupacions de la Gran Nicoya i la regió Central, però encara són escasses les recerques. Els principals llocs d'estudi es troben en La Fortuna, Pital i sobretot a Venecia (San Carlos), on es troba el lloc Cutris, anomenat pels arqueòlegs Ciudad Cutris per trobar-se calçades i un cercle de llogarets tant o més gran que el Monument Nacional Guayabo, en el lloc Aguado i als voltants del riu Sarapiquí. Ciudad Cutris consisteix en una ciutat de 850 ha amb calçades senyalitzades de fins a 20 m d'ample, així com 8 palenques multifamiliars de més de 30 m de diàmetre per albergar unes 200 persones cadascun.
Es creu que el poble dels botos probablement tingui vincles amb els branques, ètnia indígena d'influència mesoamericana que, al temps de l'arribada espanyola, ocupava ambdós marges del riu San Juan. A causa d'això, és molt possible que l'idioma dels botos hagués estat el rama, una de les llengües txibtxa.
Els botos es van caracteritzar per formar societats disperses, fragmentades en el polític, i poc complexes en el tecnològic i social. És important assenyalar que els guatusos o maleku recorden en les seves històries als botos, dels quals van ser coetanis durant el segle xvi i algunes dècades posteriors, i als qui descriuen com a «senzills i desorganitzats». Al costat dels altres ètnies indígenes que van ocupar el que avui es coneix com la Regió Huetar Nord de Costa Rica, es creu que van tenir fort contacte amb grups mesoamericans, especialment amb societats mexicanes, atès que s'han trobat en aquest territori nombroses peces de jade finament treballades, miralls, cadires d'argila i peces de ceràmica. La influència mexicana també pot observar-se per la construcció de calçades i emplaçaments en fonaments de pedra que es troben a la regió, sobretot en el lloc Cutris, on predomina la construcció de tipus rasa, és a dir, on els constructors van haver d'excavar el sòl removent la terra i dipositant-la en un o tots dos costats, observant-se clarament la rasa. Un aspecte significatiu d'aquestes vies, és que en sortir o entrar als llogarets són més amples, estretant-se conforme se n'allunyen.
El cacau sembla haver estat el bé més preuat dels botos. Encara que els nicaraos i els huetars mai van entrar directament en conflicte, es creu que van competir principalment per assumptes de comerç, doncs un dels béns cobejats per ambdues ètnies va ser el cacau, produït pels botos i comerciat per aquests durant el segle xvi, i possiblement des d'abans, per tot el riu San Juan. Sembla que els botos van ser un poble hàbil en l'intercanvi d'aquest recurs. El cacau va ser un fruit fonamental per a les cultures mesoamericanes que van ocupar el Pacífic nicaragüenc, i també era consumit pels reis huetars de la Vall Central i del Guarco, llocs on no es conreava.
La relació de subordinació entre els botos i els huetars sembla haver tingut raons sociopolítiques. El cacicatge dels Botos va ser menys complex i més feble en termes polítics que els de la Vall Central, malgrat tenir en la seva haver-hi majors recursos pel seu accés al riu San Juan. Els huetars, en canvi, tenien major població i complexitat sociopolítica, la qual cosa els va permetre estendre la seva influència fins a zones allunyades de la Vall Central. Malgrat aquesta relació de servitud, els botos van aconseguir mantenir la seva cultura, estructura política i social, i el seu idioma. Aquesta relació de subordinació amb els huetars implicava també un compromís de defensa, possiblement basat en l'establiment de relacions matrimonials entre principals de tots dos pobles: els botos oferien als huetars protecció contra les incursions dels nicaraos des del llac de Nicaragua i el riu Sant Joan. Aquesta situació permetia als huetars - principalment als del Cacicatge del Guarco - desplaçar-se per un ampli territori on tenien segura l'alimentació, la protecció i un lloc a on arribar amb seguretat. És comprensible, llavors, que davant el constrenyiment motivat per l'avanç de la conquesta, els huetars es refugiessin entre els seus tributaris: botos i huetars van continuar convivint sense perdre l'estatus de servitud davant la presència cada vegada més amenaçadora d'un tercer, és a dir, dels espanyols. Cap a 1640 encara es documentava la presència de palenques huetars a Cutris, dins del territori dels botos, i fins i tot s'apunta que els huetars van haver d'aprendre el rama per poder comunicar-se amb ells.